# Lasioglossum mataroa
Lasioglossum mataroa är en biart som beskrevs av Donovan 2007. Lasioglossum mataroa ingår i släktet smalbin, och familjen vägbin. Inga underarter finns listade i Catalogue of Life.

## Bildgalleri

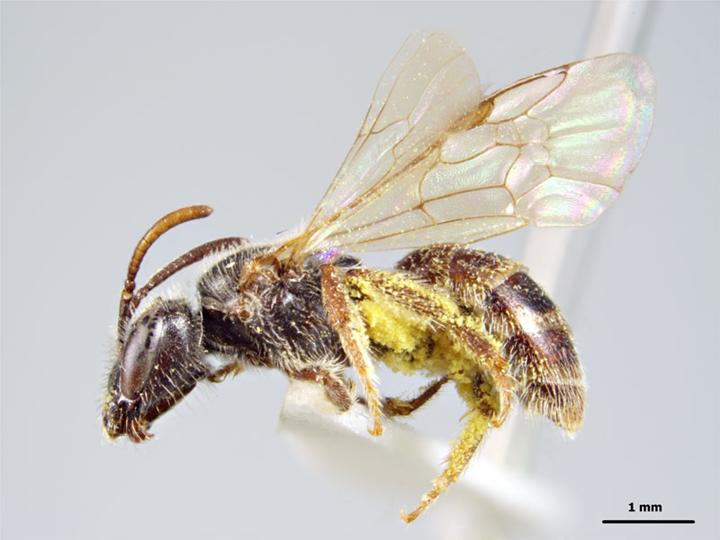
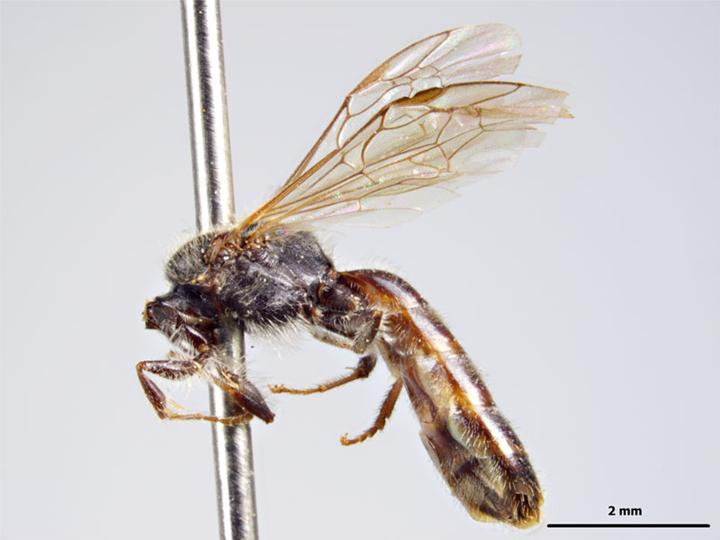